# Sebastiano Occhino
Sebastiano Occhino (Enna, 1º aprile 1951) è un cantautore e compositore italiano.

## Biografia
Negli anni settanta è componente del gruppo Gli Aedi in qualità di cantante, organista e arrangiatore.
Stipula un contratto discografico con la Ricordi di Milano (1978), con la Ariston Music (1980), e nel 1981 partecipa al Festival di Sanremo con il brano Bianca Stella, testo di Luigi Albertelli e musica dello stesso Occhino.
Durante gli anni ottanta è autore dei brani Little Boy (1981), cantato dalla italo-americana Nikki Billings e inserito in un 45 giri distribuito dalla Ricordi, Louis (1986), interpretato dall'artista francese Martin Malory, con testi di Pascal Danel e Anne C. Dean (etichetta Cinser Record) e Dimmelo tu, inserito in un 45 giri del 1988 dell'artista Davide Ferrari, con testi di Carlo Zavaglia ed etichetta Alta Marea.
Nel 1989 scrive per il complesso belga degli Otello il brano L'amore va, inserito nell'omonimo 45 giri e nel Cd It Italia, etichetta BMG Ariola.
È autore, nel 1991, della musica del brano Als Je Naast Me Staat, interpretato dalla cantante belga Margriet Hermans e inserito nell'album Als De Nacht Komt, etichetta Polydor.
Dal 1995 è impegnato in realizzazioni artistiche che spaziano dalla musica sacra, medievale, etnica e tradizionale, alle opere musicali con immagini “Musical Art”, la nuova arte pittura e musica insieme ideata dallo stesso Occhino in visione presso il Museo Musical Art 3M di Enna e basata sull'esposizione virtuale delle opere d'arte accompagnate e descritte dalla sua musica.
Proprio nel 1995 pubblica l'album di musica sacra Sentirmi Libero, produzione Andromeda Spettacoli, Padana Edizioni. Alla realizzazione dell'album partecipano l'Orchestra Sinfonica di Milano diretta da Natale Massara e Giusi Occhino, sorella dell'artista. Nello stesso anno realizza le colonne sonore dell'opera video-musicale Enna, le Immagini e la mia Musica, in collaborazione con il videomaker Sandro Bellomo. Nel 1997, prodotto dalla TARGET di Enna, realizza un album di musica medievale dal titolo Alla corte di Federico.
Nel 1998 istituisce ad Enna il Museo Musical Art 3M e nel 2000 pubblica l'album Le Musiche della Settimana Santa ad Enna, con arrangiamenti ed esecuzioni da lui curati.
Dal 2000 ad oggi ha realizzato numerosi spettacoli “Musical Art”.
Nel 2012 Occhino è nuovamente autore di canzoni con l'uscita del brano Camminerò, interpretato dal cantante italo-francese Marco Balsamo, mentre nel 2014 pubblica il video-film del singolo Durmi durmi con la regia di Marta Cannizzo.
Nel 2015 presenta ad Enna La Storia dell’Arte in Musica, opera artistica costituita da 134 opere "Musical Art" dedicate ai più grandi pittori della storia dell’arte, con 3190 opere pittoriche in esposizione virtuale e 134 colonne sonore appositamente composte dal compositore siciliano.
Nel 2016, su iniziativa dell’Enna Calcio, compone e pubblica l’inno ufficiale della squadra.

## Discografia

### 33 giri
- 1981: Tutto Sanremo '81 (Polydor)

### 45 giri
- 1981: Bianca Stella / Che solitudine, che noia (Ariston music) AR/00909

### CD
- 1995: Sentirmi libero (Andromeda Spettacoli)

### VHS
- 1995: Enna, le immagini e la mia musica (Studio Imago 2)

### MC
- 1997: Alla corte di Federico (Target di Enna)